# اوژنی الشین
اوژنی الشین (به انگلیسی: Evgeny Aleshin) (زادهٔ ۴ مهٔ ۱۹۷۹) شناگر اهل روسیه است.